# Алан Джексон (велогонщик)
Алан Джексон (англ. Alan Jackson, 19 листопада 1933 — 24 березня 1974) — британський велогонщик.
Срібний призер Олімпійських Ігор 1956 року в командній шосейній гонці, бронзовий призер 1956 року в груповій шосейній гонці.